# Halla naturreservat
Halla naturreservat ligger inom Kinnekulle naturvårdsområde i Götene kommun i Västergötland.
Området är skyddat sedan 2008 och omfattar 60 hektar. Det är beläget på den södra sluttningen av platåberget Kinnekulle, strax väster om Husaby. 
Inom reservatet finns tallskog, ädellövskog och sumpskog samt öppna och trädklädda betesmarker. Där finns även gamla tallar och ekar. Inom området finns törnskator.
Genom reservatet går Kinnekulle vandringsled. Denna led passerar även Lasse i Bergets grotta. I stenbostaden, grottan, bodde Lasse och Inga Eriksson under mycket enkla former i slutet av 1800- och början av 1900-talet.
Skagens naturreservat ingår i EU:s nätverk av skyddade områden, Natura 2000.

## Bilder

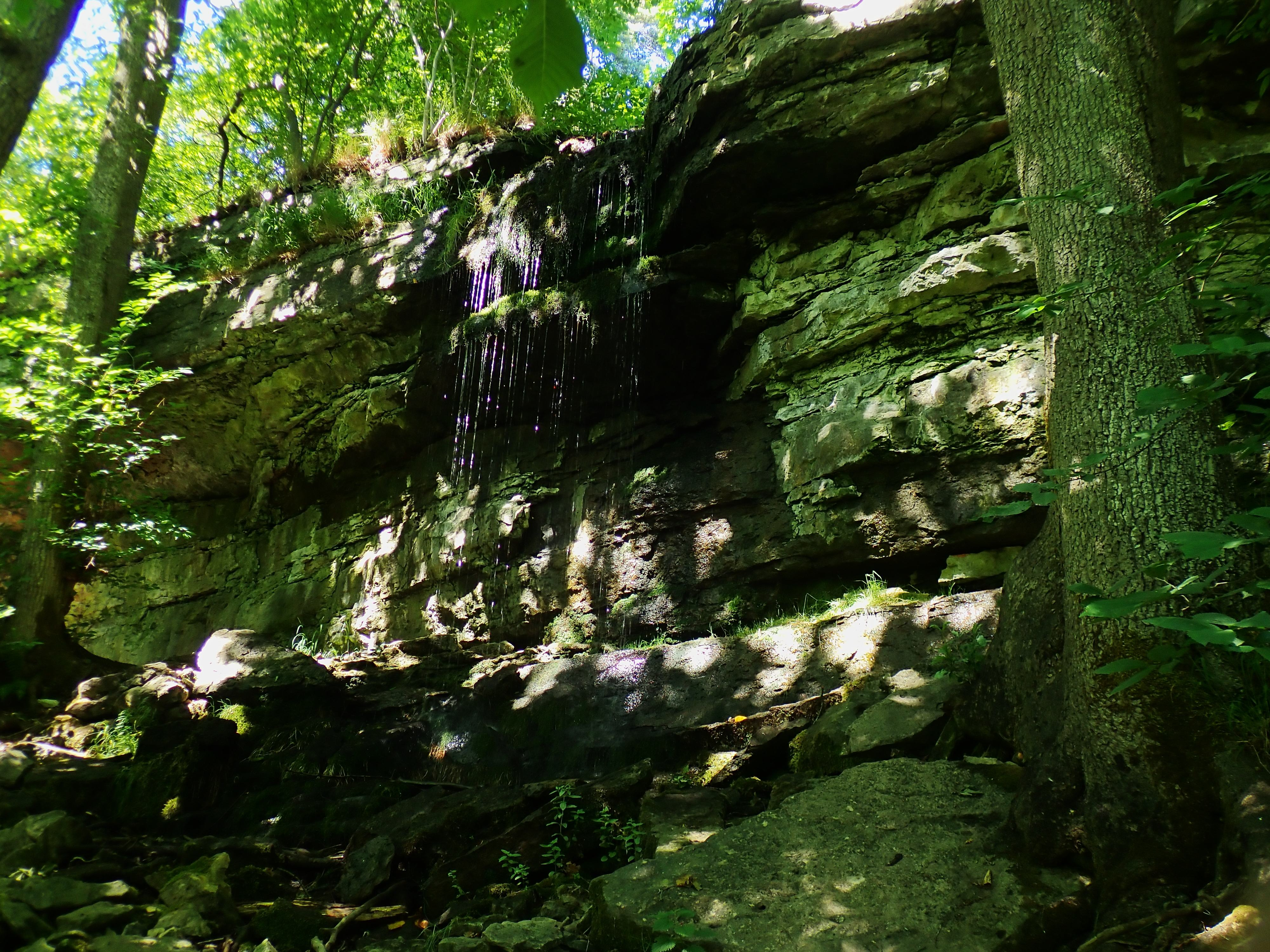
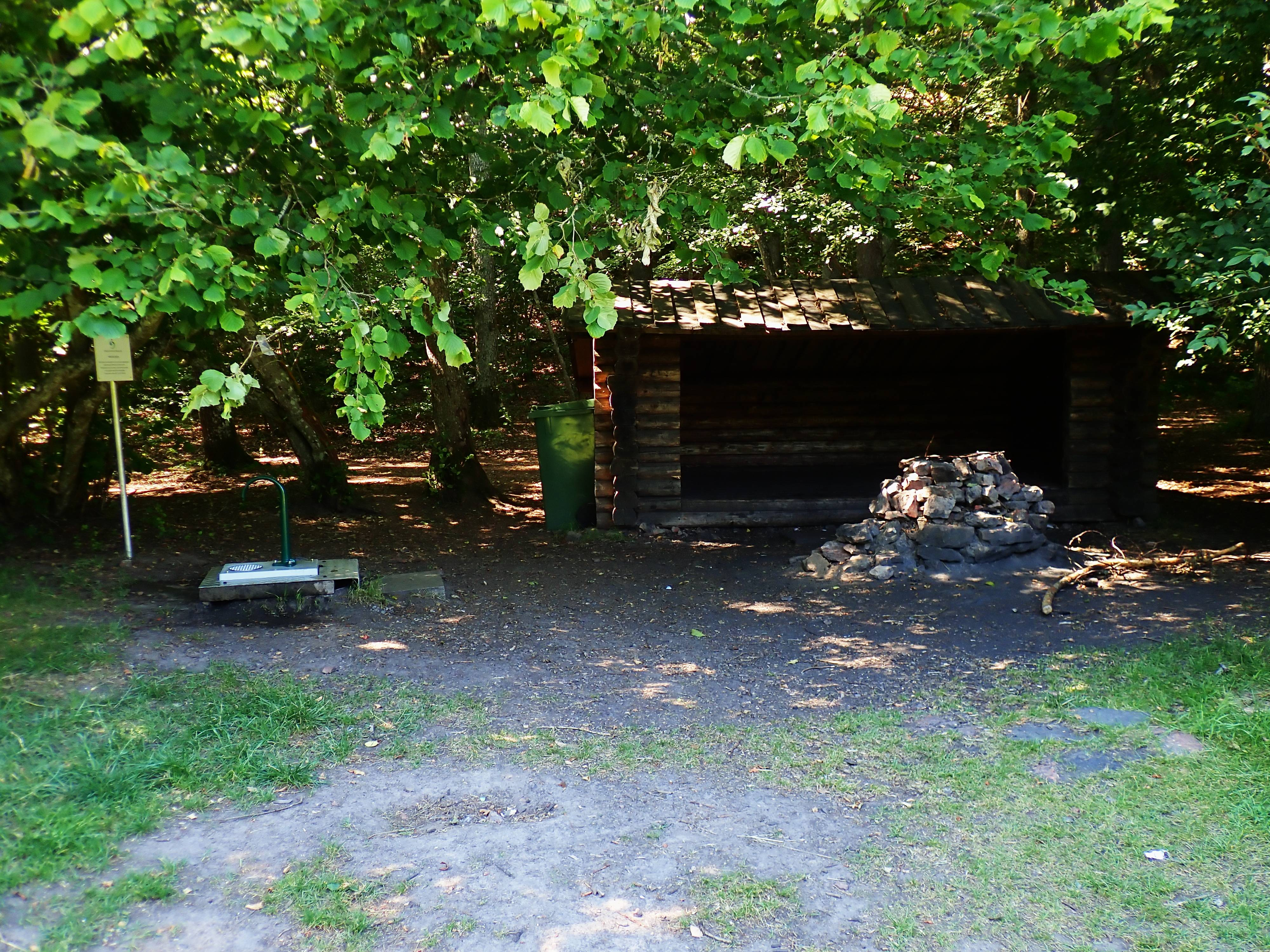
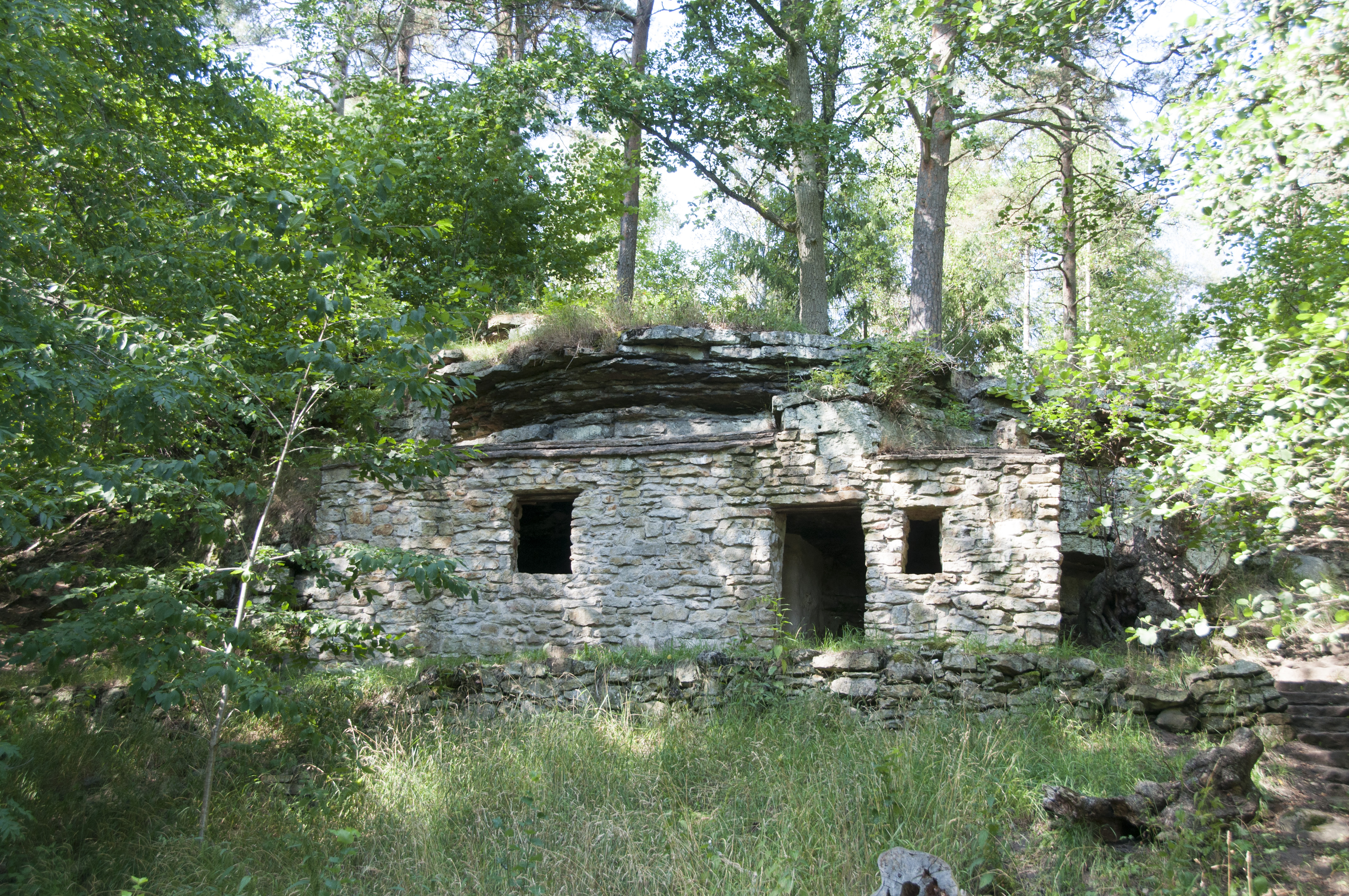
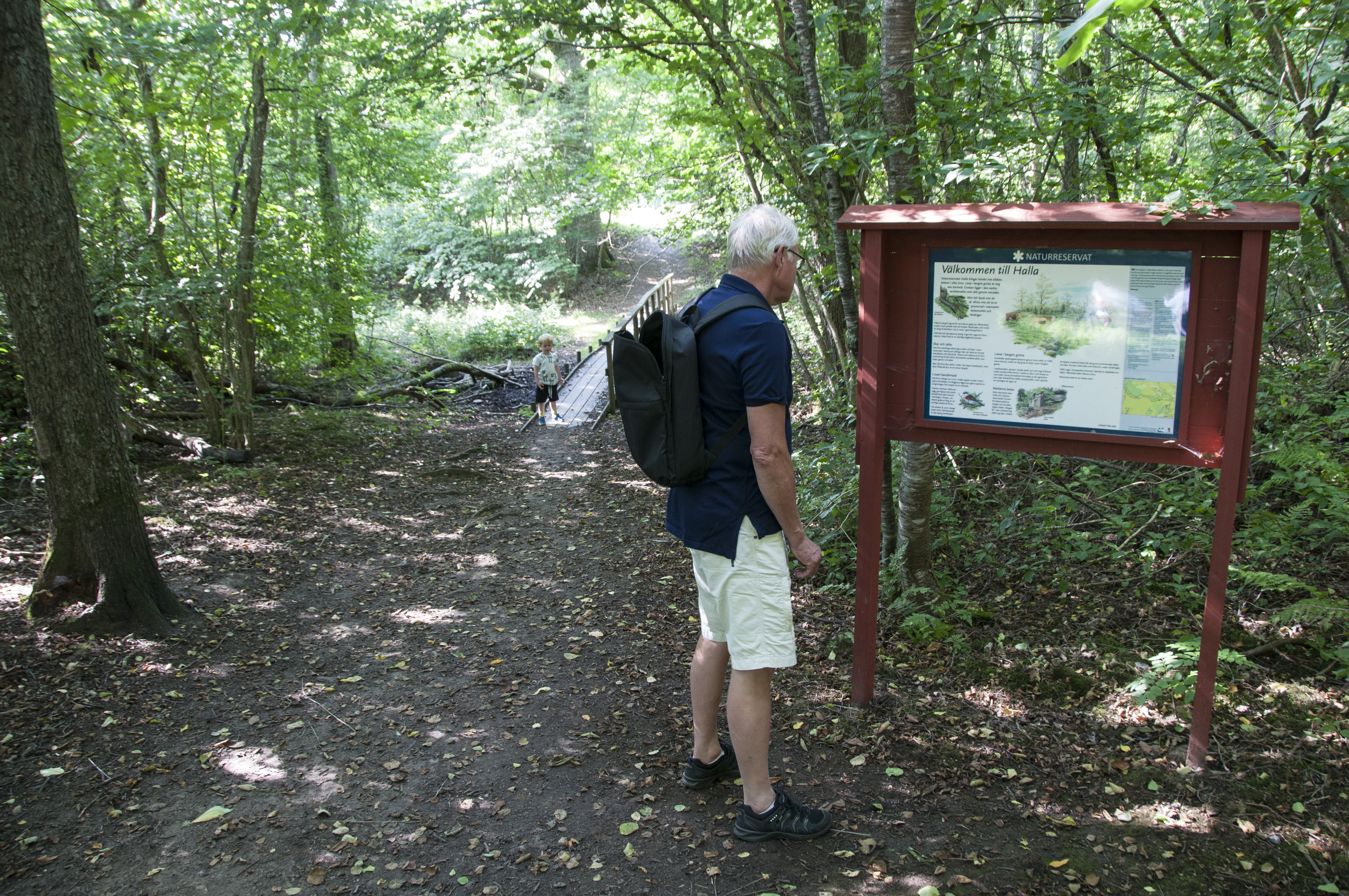